# ضبط (كتابة)
الضبط في اللغة عبارة عن الحزم، وفي الاصطلاح إسماع الكلام كما يحق سماعه ثم فهم معناه الذي أريد به، ثم حفظه ببذل مجهوده، والثبات عليه بمذاكرته إلى حين أدائه إلى غيره وفي عرف الكتاب ضبط وأضبط أي صحح الكتاب وشكله وأعجمه.